# Норовце
Норовце (словац. Norovce) — село, громада округу Топольчани, Нітранський край. Кадастрова площа громади — 6.33 км².
Населення 317 осіб (станом на 31 грудня 2019 року).

## Історія
Норовце згадується 1113 року.

## Географія
Протікає Бедзянський потік.

## Населення
| Рік:            | 1994. | 2004.   | 2014.   | 2024.   |
| --------------- | ----- | ------- | ------- | ------- |
| Кількість осіб: | 365   | 332     | 321     | 314     |
| Різниця:        |       | -9,04 % | -3,31 % | -2,18 % |

| Рік:            | 2023. | 2024.   |
| --------------- | ----- | ------- |
| Кількість осіб: | 323   | 314     |
| Різниця:        |       | -2,78 % |